# 면지
앞, 뒤의 표지 안쪽에 별도의 백지 한 장을 접어서 표지와 함께 제책한 것을 면지라 한다. 앞표지에 붙어 있는 면지를 앞면지라 하고 뒤표지의 안쪽에 있는 면지를 뒷면지라 한다. 면지는 면이 공백으로 되어 있는 일종의 여백지이지만 때로 중요한 정보를 제공하는 기록의 장소가 되기도 한다. 그 중에서는 내사기와 장서기가 있다.